# Aleksandr Zacharow
Aleksandr Pawłowicz Zacharow (ros. Александр Павлович Захаров, ur. w sierpniu 1905 w Małej Wiszerze w guberni nowogrodzkiej, zm. 1969 w Leningradzie) – funkcjonariusz radzieckich organów bezpieczeństwa, generał major.

## Życiorys
Rosjanin, skończył 3 klasy szkoły II stopnia, 1923-1924 sekretarz powiatowego komitetu MOPR, 1924-1925 kierownik działu redakcji gazety "Leningradskaja prawda". Od czerwca 1926 w WKP(b), od marca 1927 funkcjonariusz OGPU, 1931-1932 szef rejonowego oddziału GPU w Leningradzie, następnie słuchacz Centralnej Szkoły OGPU ZSRR, później pracownik Pełnomocnego Przedstawicielstwa OGPU w Leningradzkim Okręgu Wojskowym, od 1934 w Zarządzie NKWD obwodu leningradzkiego. Od 23 marca 1936 porucznik bezpieczeństwa państwowego, od grudnia 1936 do 29 grudnia 1937 zastępca szefa Oddziału 12 Wydziału 4 Zarządu NKWD obwodu leningradzkiego, od 29 grudnia 1937 do 31 lipca 1931 szef Oddziału 4 Wydziału 4 Zarządu NKWD obwodu leningradzkiego, od 31 lipca 1938 do 15 stycznia 1939 szef Oddziału 6 Wydziału 1 Zarządu NKWD obwodu leningradzkiego, później szef 4, następnie 3 Zarządu Ekonomicznego Zarządu NKWD obwodu leningradzkiego, od 21 kwietnia 1939 starszy porucznik, a od 22 czerwca 1939 kapitan bezpieczeństwa państwowego. Od marca do czerwca 1941 szef wydziału Zarządu NKGB obwodu leningradzkiego, od czerwca do września 1941 dowódca 1 pułku 4 Dywizji Piechoty Frontu Leningradzkiego, od października 1941 do 5 grudnia 1942 szef Zarządu Ekonomicznego Zarządu NKWD obwodu leningradzkiego, 16 lipca 1942 awansowany na majora bezpieczeństwa państwowego. Od 5 grudnia 1942 zastępca szefa, a od 5 maja 1943 do 27 kwietnia 1948 szef Zarządu NKWD/MWD obwodu mołotowskiego (obecnie obwód permski), 14 lutego 1943 mianowany pułkownikiem, 3 kwietnia 1944 komisarzem bezpieczeństwa państwowego, a 9 lipca 1945 generałem majorem. Od 27 kwietnia 1948 do 9 października 1952 szef Zarządu MWD obwodu czelabińskiego, od 3 grudnia 1952 do 16 maja 1953 zastępca szefa Zarządu MWD obwodu kujbyszewskiego (obecnie obwód samarski).

## Odznaczenia
- Order Czerwonego Sztandaru (dwukrotnie - 27 września 1942 i 21 maja 1947)
- Order Wojny Ojczyźnianej II klasy (28 czerwca 1945)
- Order Czerwonej Gwiazdy (trzykrotnie, w tym 20 września 1943 i 3 listopada 1944)
- Odznaka "Zasłużony Funkcjonariusz MWD" (2 listopada 1948)

I 4 medale.